# DT–54

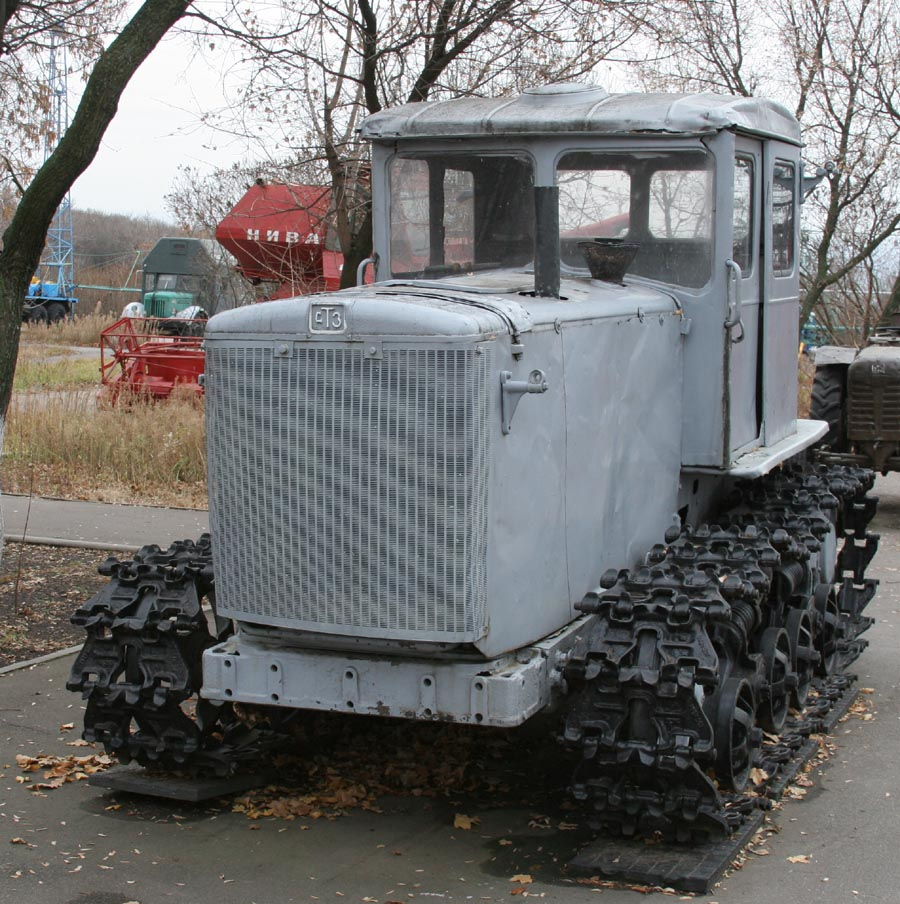
DT–54 Szaratovban, múzeumban kiállítva

A DT–54 a Szovjetunióban gyártott általános célú lánctalpas mezőgazdasági vontató. Sorozatgyártása 1949–1979 között több gépgyárban is folyt. Magyarországon DT–413, Jugoszláviában BNT–60 jelzéssel gyártották kissé módosított változatait.

## Története
A benzinmotoros SZHTZ-NATI lánctalpas traktor felváltására fejlesztették ki az 1940-es évek végén a NATI-ban. Az új vontató megtartotta elődje alapvető elrendezését, konstrukcióját. A leglényegesebb különbség a dízelmotor beépítése és zárt vezetőfülke alkalmazása volt.
Sorozatgyártása a Sztálingrádi Traktorgyárban (SZTZ) 1949–1963, a Harkovi Traktorgyárban (HTZ) 1949–1961, az Altaji Traktorgyárban (ATZ) 1952–1979 között folyt. A három gyárban összesen 957 900 db-ot építettek.
Modernizált változata a DT–54A, melynél elkülönített hidraulika hajtással szerelték fel. A DT–54A-n alapul a Sztálingrádi Traktorgyár által később gyártott DT–55A lánctalpas mezőgazdasági vontató.
A típus gyártását más szocialista országok is átvették. Magyarországon 1951-ben született döntés a hazai gyártás megszervezéséről. A járművet Magyarországon a Vörös Csillag Traktorgyár gyártotta Dutra DT–413 jelzéssel. Jugoszláviában BNT–60-as típusjellel gyártották.
A magyarországi üzemek mind a szovjet gyártású DT–54-t, mind a magyarországi gyártású DT–413-ast alkalmazták.

## Műszaki jellemzői
A vontató négy-, vagy ötrészes ekék használatára alkalmas, emellett más mezőgazdasági berendezéseket is használhat. A meghajtást igénylő vontatott berendezésekhez a DT–54 hátul kihajtással rendelkezik. Vontatmány tömege 1000-től 2850 kg-ig terjedhet.

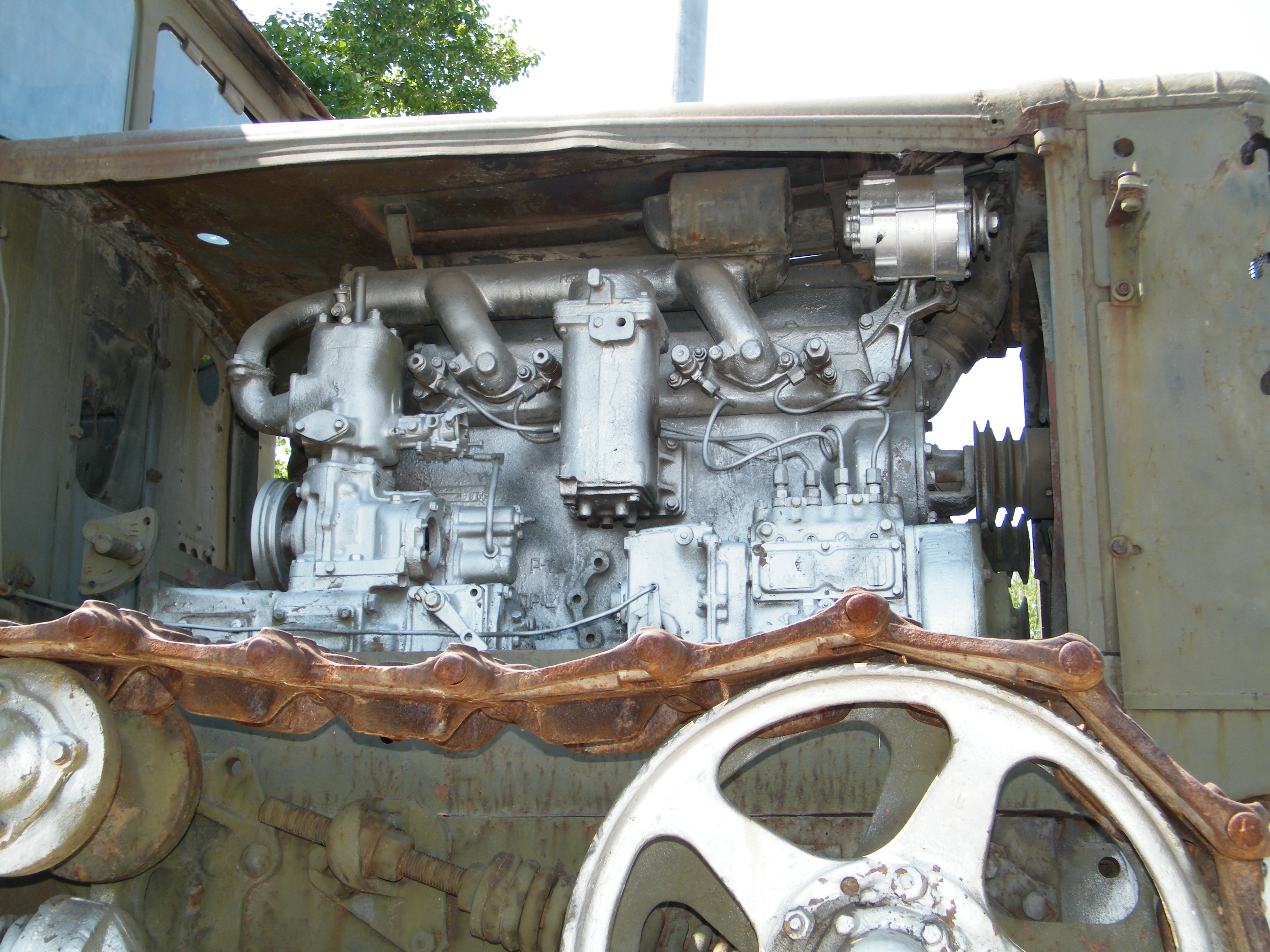
A D–54-es dízelmotor

Egy D–54 típusú, négyhengeres, atmoszferikus töltésű, örvénykamrás dízelmotorral szerelték fel, mely 1300 1/perc üzemi fordulatszámon 40 kW-ot (54 LE) ad le. Üzemanyag adagolója pörgettyűs fordulatszám-szabályozóval rendelkezik. Üzemanyagtartálya 185 l-es.
Az első sorozatok vezetőállása még nyitott volt, később zárt vezetőfülkét kapott, mely szellőztetőberendezéssel szereltek fel. A vezetőfülke kétszemélyes. Az első sorozatoknál a fülkének csak szellőzése volt, a későbbieknél a fülke már fűthető is volt.
A motor indítására egy benzinüzemű PD–10 (későbbi példányokon PD–10M indítómotorral (PD – puszkovij dvigatyel, magyarul: indítómotor) történik. Kenési rendszerét egy csavarorsós szivattyú látta el kenőolajjal, egy finom és egy durva szűrővel szerelték fel. Kétlépcsős légszűrője egy száraz és egy nedves részből áll, utóbbi olajtükrös.
A motor kétfokozatú reduktort hajt meg. Tengelykapcsolója száraz, egytárcsás. A kormánymű többtárcsás frikciós tengelykapcsolóval és két szalagfékkel rendelkezik. A kihajtómű egyfokozatú. Irányítása a lánctalpak fékezésével történt. Futóművét oldalanként négy pár futógörgő, egy-egy vezetőkerék és hajtókerék alkotja. A lánctagok öntöttvasból készültek.

## DT–413
A Magyarországon gyártott típus a szovjet alapmodell korszerűsített, a magyarországi körülményekhez igazított változata. A módosításokat az Ásványolaj-ipari Kutató és Fejlesztő Intézetben, a Járműfejlesztési Intézetben és a Vörös Csillag Traktorgyárban végezték. Az átalakított járműből először három prototípus készült, majd ezt követte egy 80 darabos nullszéria. 1957-ig 1900 darab D–413-as lánctalpas vontató készült. A Vörös Csillag Traktorgyár kínai megrendelésre 1958-tól négy éven keresztül további 3000 db DT–413-as lánctalpas traktort gyártott.
A legjelentősebb változtatás a D–54-hez képest az elavult szovjet motor lecserélése volt. A DT–413-ba egy négyhengeres, folyadékhűtésű, 60 LE teljesítményű Csepel DT-413.1 dízelmotort építettek. Módosítottak a tengelykapcsolón (az eredeti egytárcsás tengelykapcsoló helyett a magyar változat kéttárcsás tengelykapcsolót kapott), valamint a szalagfékes rendszeren.

## Műszaki adatai (DT–54A)
- Hossz: 3360 mm
- Szélesség: 1865 mm
- Magasság 2300 mm
- Motorteljesítmény: 40 kW (54 LE)
- Üzemi tömeg: 5400 kg
- Sebességfokozatok száma: 5 előremeneti, egy hátrameneti fokozat
- Sebessége (előremenetben): 3,6–7,9 km/h

## Külső hivatkozások
- Ismertető a DT–54 lánctalpas vontatóról
- Képek és rajzok a D–54-ről
- Az Altaji Traktorgyár az Avtomas holding honlapján
- A DT-413 típusú lánctalpas traktorok gyártásának története, 1951–1963; összeáll., képvál. Stieber József, szerk. Péter Réka; Hofherr-Dutra Emléktársaság–Kondor Béla Közösségi Ház, Budapest, 2015